# Vianney Décarie
 (août 2025).
Si vous disposez d'ouvrages ou d'articles de référence ou si vous connaissez des sites web de qualité traitant du thème abordé ici, merci de compléter l'article en donnant les références utiles à sa vérifiabilité et en les liant à la section « Notes et références ».
Pour les articles homonymes, voir Décarie.
Vianney Décarie (28 novembre 1917 à Montréal - 6 septembre 2009 à Montréal) était un philosophe et professeur québécois. Il était traducteur et spécialiste de la pensée d'Aristote.

## Biographie
Vianney Décarie a fait ses études à l'Université de Montréal, où il a obtenu un doctorat en 1950, et à la Sorbonne à Paris, sous la direction d'Étienne Gilson, où il a reçu un doctorat d'État qui fut recensé entre autres dans le Paris-Match. Il a par ailleurs reçu un Guggenheim Fellowship, ce qui l'a conduit à approfondir l'étude des écrits de St-Thomas à la Widener Library de l'Université Harvard.
Il est devenu professeur à l'Institut d'études médiévales de l'Université de Montréal, puis il a dirigé, de 1967 à 1970, le Département de philosophie.
Georges Leroux lui rend hommage dans un article publié dans Le Devoir et cosigné par Louis-André Dorion et Luc Brisson : https://www.ledevoir.com/societe/education/273581/vianney-decarie-1917-2009-hommage-a-un-grand-humaniste
Dans un article intitulé "Une certaine manière herméneutique de faire de la philosophie. Petite reconnaissance de dette envers Paul Ricœur", Jean Grondin exprime combien a été déterminant l'enseignement de Vianney Décarie, ami de Paul Ricœur et de Pierre Elliott Trudeau, pour toute une génération de philosophes : http://www.fabula.org/colloques/document1916.php
Vianney Décarie a été président de la Commission canadienne de l’Unesco.
Son épouse était Thérèse Gouin Décarie.

## Publications (répertoire non exhaustif)
- L'objet de la métaphysique selon Aristote, Paris/Montréal, Vrin/Publications de l'Institut d'études médiévales, 1961.

## Honneurs
- 1954 - Bourse de la Fondation John-Simon-Guggenheim
- 1963 - Membre de la Société royale du Canada.
- 1979 -  Officier de l'Ordre du Canada[1]
- 2005 -  Grand officier de l'Ordre national du Québec[2]